# Poinchy
Poinchy est une  ancienne commune française située dans le département de l'Yonne et la région Bourgogne-Franche-Comté.

## Histoire
Le 1er janvier 1973, la commune de Poinchy est rattachée à celle de Chablis sous le régime de la fusion simple.

## Démographie
| 1911 | 1921 | 1926 | 1931 | 1936 | 1946 | 1954 | 1962 | 1968 |
| ---- | ---- | ---- | ---- | ---- | ---- | ---- | ---- | ---- |
| 157  | 149  | 122  | 128  | 124  | 105  | 103  | 99   | 91   |

## Lieux et monuments
- Église Saint-Jacques-le-Majeur

## Héraldique
| Blason de Poinchy | Blason  | D'argent à deux corneilles de sable, l'une au-dessus de l'autre, tenant chacune un épi de blé d'or dans son bec. |
| Blason de Poinchy | Détails | |